# Амтолметин гуацил
Амтолметин гуацил (англ. Amtolmetin guacil, лат. Amtolmetinum guacilum) — синтетичний препарат, що є похідним нестероїдного протизапального засобу толметину, який по хімічній структурі є похідним фенілоцтової кислоти. Амтолметин гуацил також належить до групи нестероїдних протизапальних препаратів і є першим у світі нестероїдним протизапальним препаратом із гастропротективними властивостями. Натепер амтолметин гуацил застосовується виключно перорально. Уперше амтолметин гуацил синтезований в Італії у 80-х роках ХХ століття у лабораторії «Sigma-Tau Industrie Farmaceutiche Riunite», що є підрозділом компанії «Medosan», де й проводились перші клінічні дослідження новоствореного лікарського препарату в 90-х роках ХХ століття.

## Фармакологічні властивості
Амтолметин гуацил — синтетичний препарат, що є по хімічній структурі похідним фенілоцтової кислоти та належить до групи нестероїдних протизапальних препаратів. Амтолметин гуацил є модифікованим похідним нестероїдного протизапального препарату толметину, гліцину та гваяколу. Механізм дії препарату, як і інших представників групи нестероїдних протизапальних препаратів, полягає у інгібуванні ферменту циклооксигенази, яка забезпечує перетворення арахідонової кислоти у простагландини, у тому числі у вогнищі запалення. Частина простагландинів має цитопротекторні властивості, а частина має здатність стимулювати розвиток запального процесу. Амтолметин гуацил за рахунок комбінованої будови молекули не тільки не викликає пошкодження слизової оболонки шлунку за рахунок інгібування ізоферментів циклооксигенази ЦОГ-1 і ЦОГ-2, але й за рахунок наявності у молекулі препарату ванілінової групи має репаративні властивості щодо слизової оболонки шлунку. Метаболіт амтолметину гуацилу гваякол підвищує рівень шлункової синтази NO за рахунок пригнічення інгібіторів даного ферменту. Амтолметин гуацил також має здатність стимулювати периферичні рецептори капсаїцину, що забезпечує місцеву знеболювальну дію, а також призводить до стимуляції вивільнення пептиду, що кодується геном кальцитоніну, що також призводить до підвищення синтезу оксиду азоту у слизовій оболонці шлунково-кишкового тракту. Амтолметин гуацил також стимулює вивільнення бікарбонату, який є основою лужного буфера шлункового соку, та пригнічує перекисне окислення ліпідів, що також призводить до зниження секреції соляної кислоти та прискоренню репаративних процесів у слизовій оболонці шлунку. Окрім цього, препарат має здатність знижувати агрегацію тромбоцитів, що забезпечує вищу безпеку застосування амтолметину гуацилу у хворих із множинними факторами ризику серцево-судинних захворювань. При клінічних дослідженнях амтолметину гуацилу препарат мав рівнозначну протизапальну та знеболювальну ефективність при зниженні частоти побічних ефектів у порівнянні з диклофенаком, толметином, піроксикамом, індометацином та целекоксибом.

### Фармакодинаміка
Амтолметин гуацил повністю та швидко всмоктується при пероральному застосуванні. Найвища концентрація препарату спостерігається на стінках органів травної системи, яка може утримуватися до 2 годин після прийому препарату. Після всмоктування препарат швидко гідролізується ферментами плазми крові до толметину-гліцинаміду, толметину та гваяколу, тому власне амтолметин гуацил не визначається у плазмі крові. Метаболіти препарату добре проникають у більшість тканин організму. Препарат практично повністю (на 99%) зв'язується з білками плазми крові. Подальший метаболізм похідних амтолметину гуацилу проходить у печінці, де проходить переважно окислення метильної групи толметину. Виводиться препарат переважно із сечею, частково виводиться також із калом та жовчю. Період напіввиведення амтолметину гуацилу становить 5 годин, повне виведення препарату завершується протягом 24 годин.

## Показання до застосування
Амтолметину гуацил застосовується при ревматоїдному артриті, остеоартрозі, бурситі, тендовагініті, хворобі Бехтерєва та інших захворюваннях опорно-рухового апатату, при больовому синдромі різної етіології (у тому числі головний біль, посттравматичний біль, біль після опіків, альгодисменорея).

## Побічна дія
При застосуванні амтолметину гуацилу можуть спостерігатися наступні побічні ефекти:
- З боку шкірних покривів та алергічні реакції — нечасто (0,1—1%) висипання на шкірі, рідко (0,01—0,1%) дерматит, свербіж шкіри, гіпергідроз, кропив'янка, синдром Стівенса-Джонсона, гарячка, синдром Лаєлла, анафілактичний шок, еритема шкіри, задишка, набряк обличчя, бронхоспазм; дуже рідко (менше 0,01%) набряк язика.
- З боку травної системи — часто (1—10%) нудота; нечасто (0,1—1%) диспепсія, метеоризм; рідко (0,01—0,1%) діарея, біль у животі, блювання, запор, гастрит; дуже рідко порушення функції печінки, виразка шлунку або кишечнику, шлунково-кишкові кровотечі.
- З боку нервової системи — часто (1—10%) головний біль, головокружіння, сонливість; рідко (0,01—0,1%) депресія, порушення зору.
- З боку серцево-судинної системи — часто (1—10%) артеріальна гіпертензія; нечасто (0,1—1%) периферичні набряки; дуже рідко (менше 0,01%) тахікардія, васкуліт, серцева недостатність, інфаркт міокарду.
- Зміни в лабораторних аналізах — рідко (0,01—0,1%) анемія, тромбоцитопенія, лейкопенія, агранулоцитоз, підвищення рівня сечовини у крові.

## Протипокази
Амтолметин гуацил протипоказаний при підвищеній чутливості до нестероїдних протизапальних препаратів, загостренні виразкової хвороби шлунку та дванадцятипалої кишки, шлунково-кишковій кровотечі, виражених порушеннях функції печінки та нирок, важкій серцевій недостатності, гострій серцево-судинній недостатності, бронхіальній астмі у поєднанні з поліпозом носа та підвищеною чутливістю до ацетилсаліцилової кислоти, гемофілії та інших порушеннях згортання крові, дефіциті глюкозо-6-фосфатдегідрогенази, вагітності та годуванні грудьми. Амтолметин гуацил не застосовується у дитячому та підлітковому віці.

## Форми випуску
Амтолметину гуацил випускається у вигляді таблеток по 0,6 г.